# Boophis ankarafensis
Boophis ankarafensis Penny, Andreone, Crottini, Holderied, Rakotizafy, Schwitzer, and Rosa, 2014 è una rana della famiglia Mantellidae, endemica del Madagascar.

## Descrizione

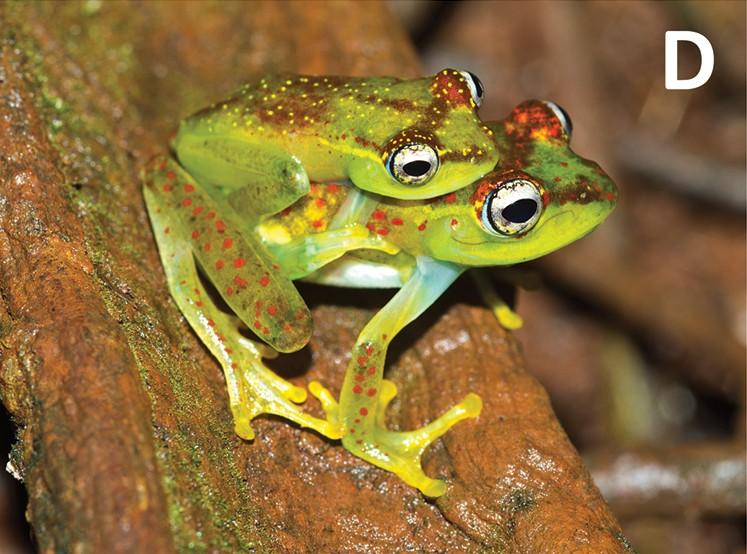
Maschio e femmina in accoppiamento

È una rana di piccole dimensioni: i maschi misurano 23–24 mm, le femmine raggiungono i 29 mm.

La testa è più ampia del corpo, che è molto snello. Il colore di fondo del dorso e delle zampe è un verde brillante, con maculature pigmentate rossastre, più marcate attorno alle orbite; le estremità degli arti sono giallastre.

## Distribuzione e habitat
L'areale di questa specie è ristretto alla foresta di Anfaraka, nella penisola di Sahamalaza nel Madagascar nord-occidentale.

## Biologia

### Riproduzione

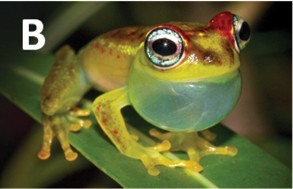

La stagione riproduttiva coincide con la stagione delle piogge, da ottobre a dicembre.
Subito dopo il tramonto i maschi della specie si raccolgono sulla vegetazione in prossimità dei corsi d'acqua, con più esemplari spesso posizionati su diverse foglie della stessa pianta, ad altezze comprese tra 0,5 e 2 m dal suolo, ed iniziano ad emettere il loro richiamo. Questo è costituito da due tipi di nota: un trillo pulsato e un clic; anche se simile al richiamo di Boophis bottae, la nota trillo di questa specie ha una frequenza maggiore, mentre la nota click è prevalentemente a due impulsi anziché tre. Le femmine, rispondendo al richiamo, raggiungono i maschi che si adagiano sul loro dorso stringendole in una sorta d'abbraccio detto amplesso ascellare.

## Conservazione
La IUCN Red List classifica Boophis ankarafensis come specie in pericolo critico di estinzione (Critically Endangered).